# Fernando Natalio Chomalí Garib
Fernando Natalio Chomalí Garib (Santiago de Chile, 1957. március 10. –) chilei római katolikus pap, a Santiago de Chile-i főegyházmegye érseke, bíboros.

## Életrajz
Fernando Natalio Chomalí Garib 1957. március 10-én született Santiago de Chilében, Juan Chomalí Celse és Vitalia Garib Aguad öt gyermekének egyikeként; magát „egy palesztin leszármazottjaként” írta le. Tanulmányait a Colegio de Alianza Francesa és a Santiago-i Nemzeti Intézetben végezte. A Chilei Pápai Egyetemen építőmérnöki diplomát szerzett 1981-ben, majd 1984-től a Santiago-i Pápai Nagyszemináriumban filozófiát és teológiát tanult. 1991. április 6-án szentelte pappá Carlos Oviedo Cavada érsek.
Rómában 1993-ban a Pápai Szent Alfonz Akadémián erkölcsteológiából szerzett licenciátust, 1994-ben a Gregoriana Pápai Egyetemen teológiából doktorált, 1998-ban pedig a II. János Pál Pápai Teológiai Intézetben a házasság- és családtudományok területén bioetikából szerzett mesterdiplomát. Dolgozott plébános-helyettesként, az egyetemi lelkipásztorkodás püspöki megbízottjaként, az erkölcsteológia és bioetika professzoraként a Chilei Pápai Egyetem teológiai és orvosi karán, valamint a Santiago-i Nagyszemináriumban; a Santa María de la Misericordia plébánián, a Kúria moderátoraként és az érsekség gazdasági tanácsának elnöki megbízottjaként.
2001 óta tagja a Pápai Életvédő Akadémiának. 2010 és 2012 között tagja volt az irányítóbizottságnak. Tagságát legutóbb 2017-ben újították meg.
2006. április 6-án XVI. Benedek pápa Noba címzetes püspökévé és a Santiago de Chile-i főegyházmegye segédpüspökévé nevezte ki. Június 3-án Aldo Cavalli, a chilei apostoli nuncius püspökké szentelte.

### Concepción érseke
Benedek pápa 2011. április 20-án a Concepcióni főegyházmegye érsekévé nevezte ki.
2014 márciusától 2015 márciusáig az Osornói egyházmegye apostoli kormányzója volt. Ennek a megbízatásnak az utolsó napjaiban találkozott Ferenc pápával, és sikertelenül megpróbálta meggyőzni őt arról, hogy milyen hatással van Juan Barros kinevezése Osorno új püspökévé. Chomalí régóta barátja volt Juan Carlos Cruznak, aki azzal vádolta Barros-t, hogy nem védte meg őt a szexuális visszaélésektől.
2018. szeptember 10-én a szexuális visszaélésekkel kapcsolatos válságról szóló pásztorlevelében felszólította az egyházat, hogy teljes mértékben működjön együtt a polgári hatóságokkal: „Be kell tartanunk a törvényt, mert nem állunk az országot szabályozó normák felett.” Sajnálatát fejezte ki, hogy az egyház elvesztette hírnevét, mint „a hangtalanok hangja” és „a lakosság egyre nagyobb hányada számára ... botrányok, mélységes megkérdőjelezés, sok bizalmatlanság és kevés hitelesség okozójává vált.” Elítélte a klerikalizmus hatását, és javasolta a visszaélésekkel kapcsolatos panaszokat kezelő hivatalok elkülönülését más egyházmegyei hivataloktól, valamint új szabályokat javasolt a szemináriumok és az egyházi bírósági eljárások átláthatóságának megteremtésére.
2021. július 28-án lett a Chilei Püspöki Konferencia alelnöke. 2021. december 19-én, Gabriel Boric chilei elnökké választását követően azt remélte, hogy az új elnök értékelni fogja „a családot, mint azt a helyet, ahol az emberek megtanulnak növekedni” és hogy határozottan fellép a társadalom legsebezhetőbbjei és leggyengébbjei érdekében. Arra is bátorította a megválasztott elnököt, hogy támogassa a foglalkoztatást, „mert ez egy kiváltságos út a sok chileit sújtó szegénység leküzdéséhez.”

### Santiago de Chile érseke
Ferenc pápa 2023. október 25-én a Santiago de Chile-i főegyházmegye metropolitájává nevezte ki. Beiktatására december 16-án került sor.

### Bíboros
2024. október 6-án Ferenc pápa bejelentette, hogy december 8-án bíborossá kívánja kreálni Chomalít, ezt az időpontot később december 7-re módosították. Röviddel a bejelentés után reagált az X-fiókján: „Nagyon izgatott vagyok. Remélem, hogy hozzájárulhatok a chilei egyházhoz.”
Ferenc pápa a 2024. december 7-i konzisztóriumon bíborossá kreálta, címtemplomául a San Mauro Abate-templomot jelölte ki.